# Pasi Teubee
Pasi Teubee is een bestuurslaag in het regentschap Aceh Jaya van de provincie Atjeh, Indonesië. Pasi Teubee telt 980 inwoners (volkstelling 2010).